# Daniel Jost de Villeneuve

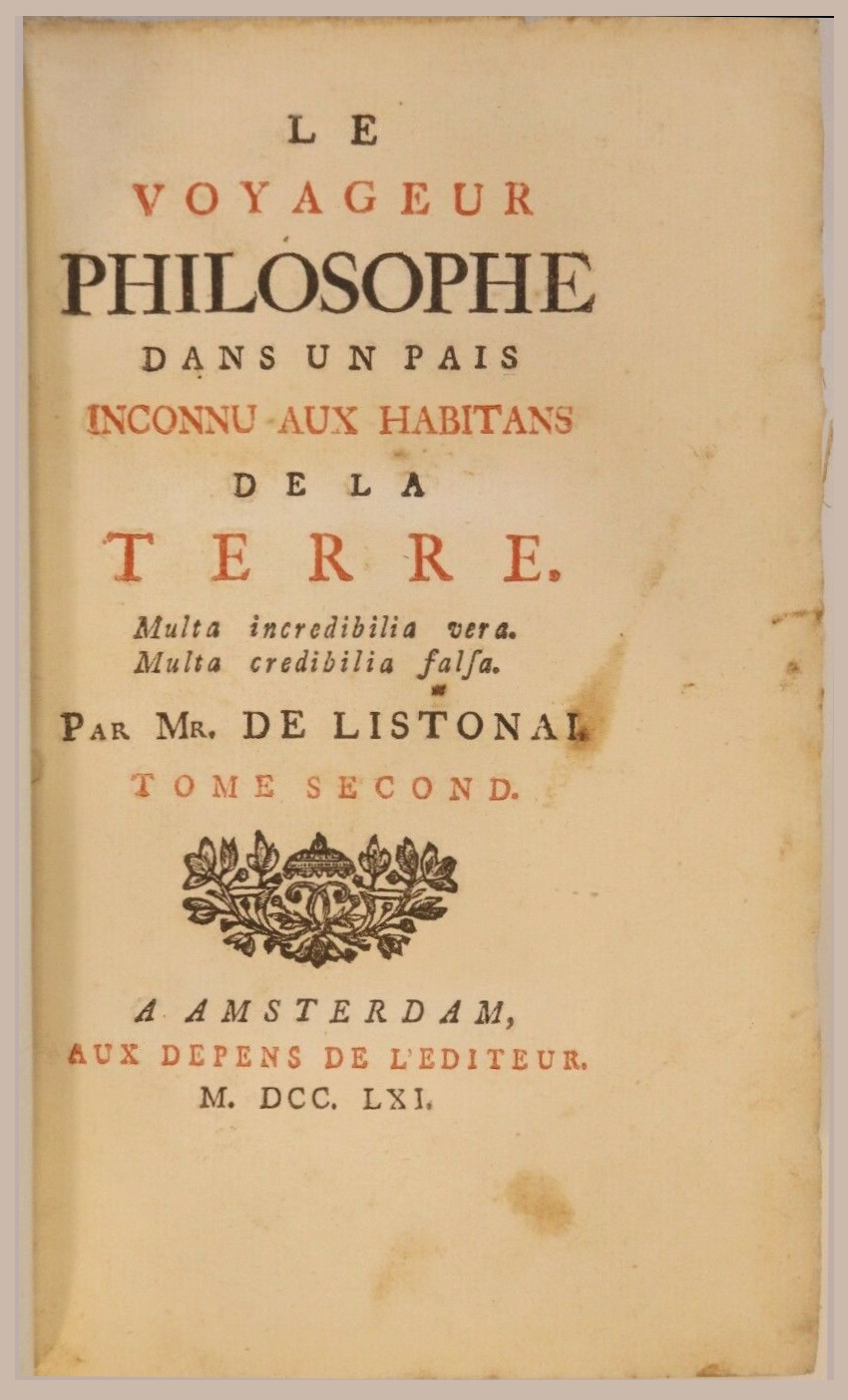
Le Voyageur Philosophe dans un Pays Inconnu aux Inhabitants de la Terre. Daniel Jost de Villeneuve. 1761

Daniel Jost de Villeneuve fue un escritor francés del s. XVIII, cuyo nombre completo pudiera haber sido Daniel Jost de Villeneuve de Listonai.
Bajo el seudónimo de Sr. de Listonai, fue autor del relato de ciencia ficción proto-científica de 1761 Le Voyageur Philosophe dans un Pays Inconnu aux Inhabitants de la Terre (El viajero filosófico en un país desconocido para los habitantes de la Tierra), que se considera como uno de los primeros ejemplos del género. El relato lleva a su protagonista en una nave espacial a la Luna, donde descubre una utopía que se desarrolla según criterios estrictamente racionales desde la ciudad de Selenópolis. El viaje espacial se describe con sofisticación, y presenta una visión ilustrada del progreso futuro.
El autor español Antonio Marqués y Espejo publicó en 1804 una traducción/adaptación de la obra con el título Viage de un filósofo a Selenópolis. Así mismo en 2015 la editorial californiana Black Coat Press publicó una traducción por parte de Brian Stableford.
Fue también autor del libreto de la ópera cómica Zéphir et Fleurette, así como de estudios sobre la ópera italiana. 